# Pochody ze Selmy do Montgomery
Pochody ze Selmy do Montgomery byly tři protestní pochody konané v roce 1965 mezi 87 km vzdálenými městy Selma a Montgomery ve státě Alabama. Pochody byly organizovány nenásilnými aktivisty z hnutí za občanská práva s cílem medializovat úsilí Afroameričanů na jihu USA plně vykonávat ústavou garantované voličské právo. Protesty byly namířené také proti pokračující segregaci. V neposlední řadě chtěli aktivisté vyjádřit podporu navrhovanému zákonu Voting Rights Act of 1965, který měl zakázat diskriminaci při výkonu voličského práva.

## Březnové pochody 1965

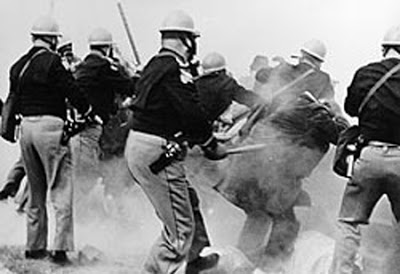
Zásah alabamské policie během pochodu 7. března 1965 (krvavá neděle).

Na jihu USA stále přetrvávala segregace a vyloučení Afroameričanů z politického a občanského života. Již od roku 1963 působila ve městě Selma organizace Dallas County Voters League (DCVL), která zde pořádala kampaň za navýšení počtu registrovaných Afroameričanů ve voličských seznamech. Brzy se do těchto aktivit zapojila také organizace Student Nonviolent Coordinating Committee (SNCC). Jelikož ani po přijetí zákona Civil Rights Act of 1964 se realita registrace Afroameričanů v jižanských státech nezměnila, DCVL svolala v lednu 1965 do města Selma v Alabamě hlavy hnutí za občanská práva, pozván byl také Martin Luther King Jr. a aktivisté z Southern Christian Leadership Conference (SCLC). V lednu a únoru se konaly lokální protesty, během kterých bylo zatčeno okolo 3000 osob.
Dne 26. února 1965 zemřel aktivista Jimmie Lee Jackson, který byl postřelen policistou Jamesem Bonardem Fowlerem během nenásilného protestu ve městě Marion v Alabamě. V reakci na jeho smrt svolal James Bevel, jeden z vedoucích členů SCLC, dramaticky dlouhý protestní pochod ze Selmy do Montgomery. První pochod se konal 7. března 1965. Byl svolán lokálními aktivisty Jamesem Bevelem a Amelií Boyntonová. Státní národní garda a policisté zaútočili na mírový pochod obušky a slzným plynem. Událost byla medializovaná jako Bloody Sunday (Krvavá neděle). Policie organizátorku Boyntonovou zbila do bezvědomí, celý incident, který se odehrál u mostu Edmunda Pettuse byl zaznamenán kamerami a přenášen do televizí po celé zemi.

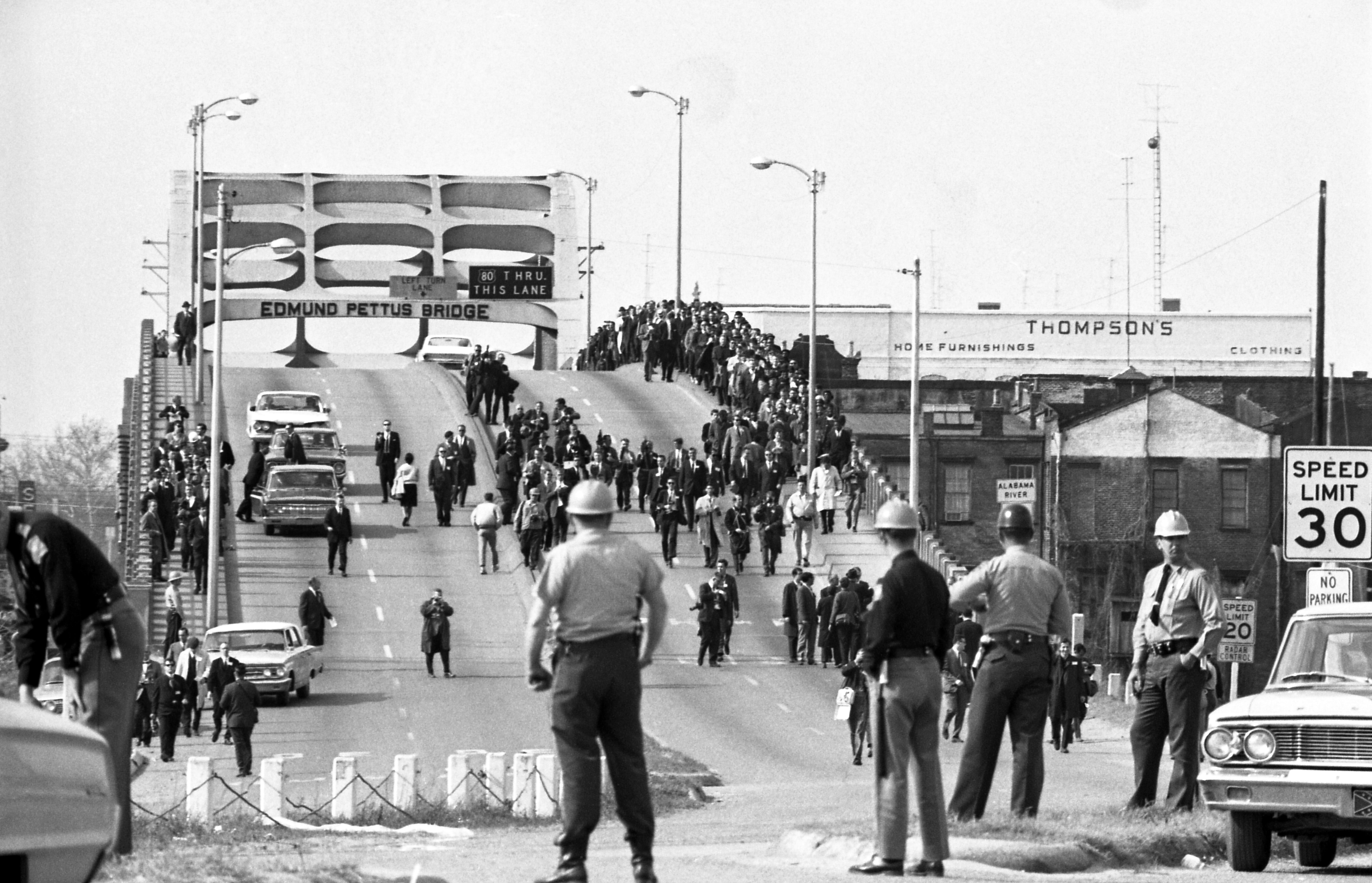
Most Edmunda Pettuse během pochodu z 7. března 1965 (krvavá neděle).

Incident vyvolal zděšení a uvrhl pozornost celého národa na Alabamu. Druhý pochod se konal ihned poté 9. března 1965. Pochod tentokrát vedl Martin Luther King Jr. Protestujícím se opět postavili policisté i národní garda. King pochod raději ukončil a odvedl protestující zpět. Téže noci byl v Selmě zavražděn aktivista James Reeb.
Násilí vyvolalo pobouření a projevy občanské neposlušnosti po celých USA. Protestující požadovali federální ochranu pro pochod ze Selmy do Montgomery a nový federální zákon, který zajistí Afroameričanům rovný přístup k volbám. Prezident Lyndon Johnson přislíbil prosazení takového zákona. Zatímco guvernér Alabamy odmítl zajistit ochranu protestujícím, chopil se jí sám prezident Johnson.
Třetí pochod se konal dne 21. března 1965 pod ochranou federální vlády - pochod střežilo 1900 členů národní gardy pod vedením Washingtonu, federální maršálové a agenti FBI. Pochod opět vedl Martin Luther King Jr. Účastnil se ho například také Ralph Bunche. Po čtyřech dnech pochodu protestující dorazili do hlavního města Alabamy do Montgomery. Před alabamským kapitolem se shromáždilo 25 000 protestujících.

## Dopady pochodů
Televizní pokrytí protestních pochodů mělo velký dopad na dění ve Washingtonu. Po odvysílání incidentu během "krvavé neděle" se americký prezident Lyndon B. Johnson sešel s alabamským guvernérem Georgem Wallacem. Tématem bylo dodržování občanských práv v Alabamě. Prezident Johnson se snažil guvernéra přesvědčit, aby státní složky přestaly bránit protestům. Ještě během léta 1965 Johnson prosadil zákon Voting Rights Act of 1965, který zakázal diskriminační praxi jižních států USA při registraci do voličských seznamů a při výkonu volebního práva. Johnson navíc v televizním projevu podpořil hnutí za občanská práva a incident v Selmě označil za součást celostátního a hlubšího problému.
Protesty vynesly do popředí také aktivistu Stokelyho Carmichaela, který v roce 1966 založil militantnější organizaci Lowndes County Freedom Organization. Ta se stala předobrazem pozdějších organizací vzniklých pod heslem Black Power.
Do března 1966 se ve městě Selma registrovalo 11 000 afroamerických voličů, vedle nich bylo ve městě registrováno 12 000 bělochů. Další afroameričtí voliči přibyli v listopadu 1966, kdy se jim následně povedlo zabránit znovuzvolení šerifa Jima Clarka, který velel akci proti protestujícím během pochodů. Ve funkci ho nahradil Wilson Baker.
V roce 1960 bylo ve státě Alabama registrovaných 53 336 afroamerických voličů, v roce 1990 již 537 285.

## V jiných médiích
- Eyes on the Prize - dokument televizní stanice PBS z roku 1987.
- Selma, Lord, Selma - americký film z roku 1999, režie Charles Burnett.
- Selma - americký film z roku 2014, režie Ava DuVernay.
- March - autobiografický americký komiks z let 2013 až 2016, autorem je aktivista a kongresman John Lewis.